# Sobralia klotzscheana
Sobralia klotzscheana är en orkidéart som beskrevs av Heinrich Gustav Reichenbach. Sobralia klotzscheana ingår i släktet Sobralia och familjen orkidéer. Inga underarter finns listade i Catalogue of Life.